# Bibi-Heybat-Moschee

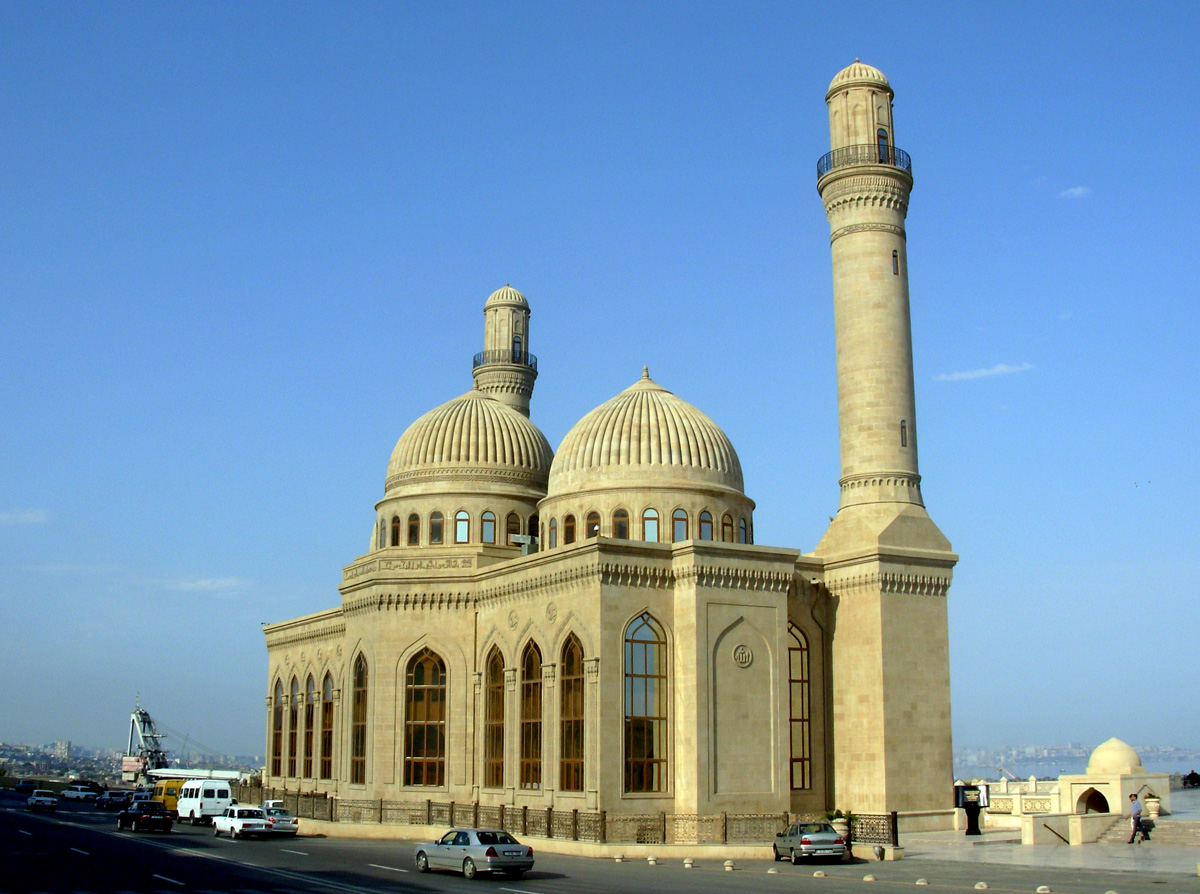
Bibi-Heybat-Moschee, August 2008

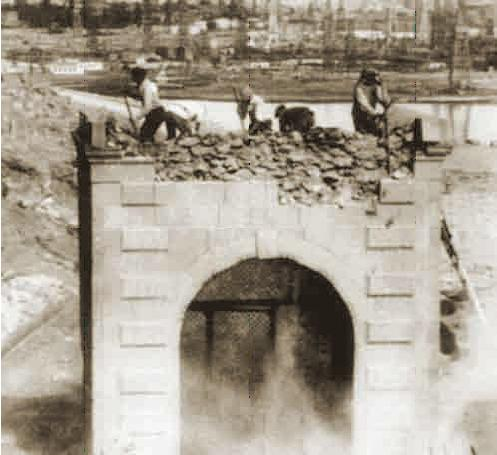
Zerstörung der Bibi-Heybat-Moschee, 1936.

Die Bibi-Heybat-Moschee (Bibiheybət məscidi) ist eine Moschee am Stadtrand von  Baku, die ursprünglich im 13. Jahrhundert, in der Zeit des Schirwahshahs, nach Entwürfen des Architekten Mahmud ibn Saad errichtet wurde. Im Jahre 1936 wurde sie als erste religiöse Stätte in Baku während der Kampagne des militanten Atheismus unter Josef Stalin von Bolschewiki zerstört – wenig später folgte die monumentale Alexander-Newski-Kathedrale (Baku). Die nach der Schwester des achten schiitischen Imams ʿAlī ibn Mūsā ar-Ridā benannte Moschee wurde in den 1990er Jahren nach Entwürfen des Architekten Fachraddin Miralay wieder aufgebaut und durch Heydär Äliyev, den damaligen Präsidenten Aserbaidschans, am 11. Juli 1997 feierlich ihrer Bestimmung übergeben. Sie zählt somit zu den „wieder geborenen“ Gotteshäusern in den postsowjetischen Ländern. Die Bibi-Heybat-Moschee beherbergt das Grab der Heiligen Hökima Chanum, einer Tochter des siebten schiitischen Imams Musa al-Kazim. Zudem befinden sich in der Moschee die Ruhestätten ihrer Enkelin sowie zweier Enkel des Imams.